# Índex de Similitud amb la Terra

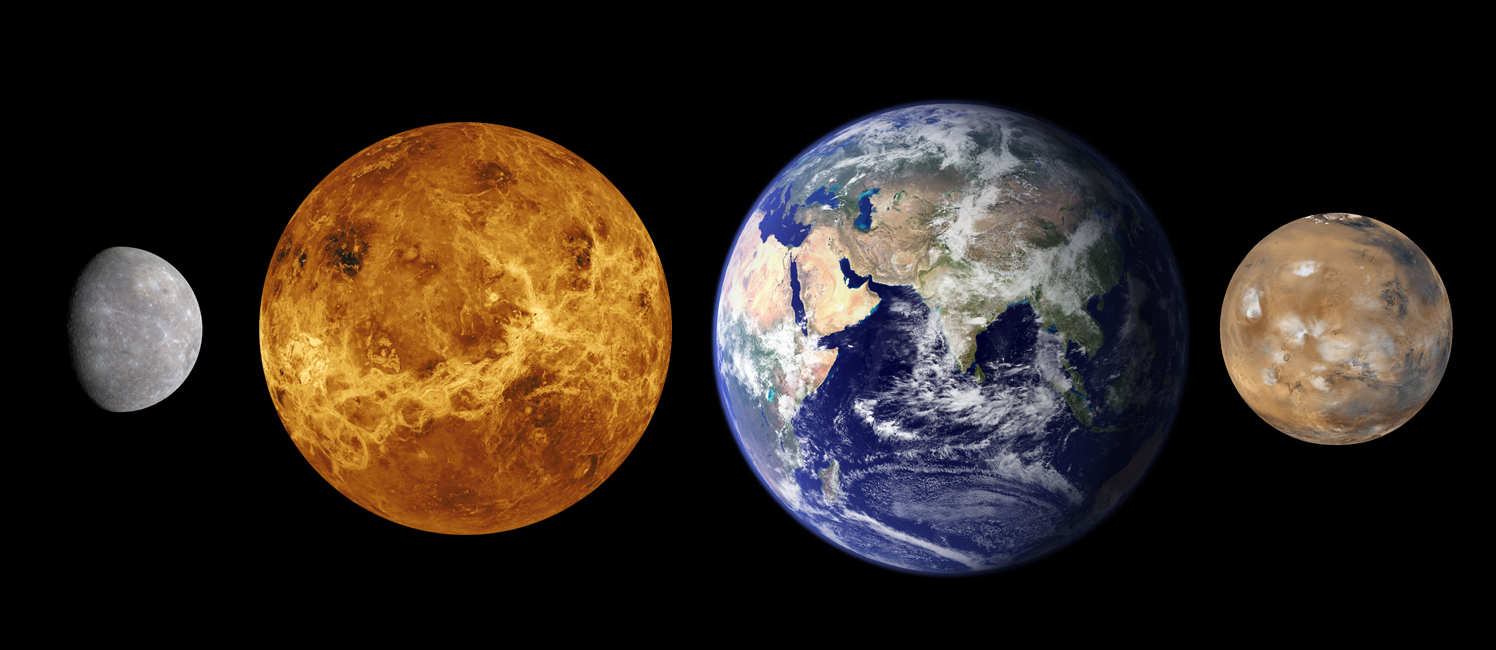
Encara que difereixen en grandària i temperatura, els planetes terrestres del sistema solar tendeixen a tenir alts IST: Mercuri (0.39), Venus (0.78), la Terra (1.00) i Mart (0.64). Imatges en color veritable i amb dimensions a escala.

L'Índex de Similitud amb la Terra, IST (ESI en anglès, Earth Similarity Index), és una mesura que indica la similitud d'un objecte planetari amb la Terra. El seu rang està comprès entre els valors 0 i 1, sent 1 el valor referència de la Terra. L'IST va ser dissenyat per catalogar exoplanetes potencialment habitables, encara que també pot ser aplicat a satèl·lits naturals i altres objectes. Per estimar l'Índex de Similitud amb la Terra d'un cos planetari, es necessita conèixer el seu radi, densitat, velocitat d'escapament i temperatura superficial. Aquests paràmetres solen ser calculats sobre la base d'una o més variables conegudes. Per exemple, per obtenir la temperatura en superfície, es consideren la irradiació, escalfament per marea, albedo, insolació i escalfament per efecte hivernacle del planeta. En cas contrari, s'empra la temperatura d'equilibri planetari o s'infereix d'altres paràmetres.
Un exoplaneta que compti amb un elevat IST (és a dir, amb valors compresos entre 0.8 i 1), és probable que sigui rocós i que disposi d'una temperatura superficial moderada.
L'IST no és una mesura d'habitabilitat, encara que a causa de la seva referència amb la Terra, algunes de les seves funcions s'assemblen a aquest tipus de mesures. Tant l'ESI com les anàlisis de la zona d'habitabilitat tenen en comú l'ús de la temperatura superficial com a funció principal, així com la seva relació amb la Terra.
Segons l'IST, no hi ha altres planetes o satèl·lits en el sistema solar que guardin un estret parentiu amb el nostre planeta (el segon classificat és Venus amb un IST de 0.78). Per contra, s'han trobat exoplanetes amb valors d'IST més propers al terrestre. Entre aquells que ja han estat confirmats oficialment, els que registren un major IST són Kepler-438b (0.88) i Kepler-296i (0.85). No obstant això, els mètodes emprats actualment en la recerca d'exoplanetes són principalment indirectes (és a dir, no per observació directa sinó per estudi de l'estel amfitrió), per la qual cosa existeixen un alt nombre d'objectes planetaris l'existència dels quals ha estat detectada però que encara estan pendents de confirmació. Entre ells figuren alguns candidats que, en cas de provar-se la seva presència, comptarien amb valors d'IST encara superiors (com KOI-4878.01, amb un índex de similitud de 0.98). A més, existeixen diversos candidats a exosatèl·lits que compten amb un IST superior a 0.85 (HD 222582 b m, KOI 375.01 m, KOI-2933.01 m i KOI-422.01 m).
El 4 de novembre de 2013, un grup d'astrònoms van informar, emprant les dades obtingudes de la missió Kepler, que podria haver-hi fins a 40.000 milions de planetes en la Via Làctia de la grandària de la Terra orbitant a estels similars al Sol i a nanes vermelles a la seva zona habitable. 11 mil milions d'ells podrien orbitar a estels tipus G com el Sol, per la qual cosa és improbable que estiguin ancorats per marea (és a dir, sense cicles dia-nit) o que estiguin exposats a les intenses fulguraciones pròpies de les nanes vermelles. Segons els experts, el més proper podria estar a amb prou feines 12 anys llum de la Terra. Aquests exoplanetes serien potencials candidats a anàlegs terrestres o exotierras.

## Formulació
L'IST està definit per l'expressió:
{\displaystyle IST=\prod _{i=1}^{n}\left(1-\left|{\frac {x_{i}-x_{i_{0}}}{x_{i}+x_{i_{0}}}}\right|\right)^{\frac {w_{i}}{n}}}
On {\displaystyle x_{i}} és una de les característiques del planeta (per exemple, temperatura superficial), {\displaystyle x_{i_{0}}} és el valor de referència terrestre per a aquest atribut (en termes de temperatura, 288 K), {\displaystyle w_{i}} és el pes atorgat a la propietat, i n és el nombre total de propietats del planeta. Els pesos col·locats en forma d'exponent ajusten la sensibilitat de l'escala i igualen els seus significats a través de les diferents propietats. El conjunt de propietats, els seus valors de referència i els seus exponents de pes figuren en la següent taula.
| Propietat               | Valor de referència | Pes  |
| ----------------------- | ------------------- | ---- |
| Radi mitjà              | 1.0                 | 0.57 |
| Densitat aparent        | 1.0                 | 1.07 |
| Velocitat d'escapament  | 1.0                 | 0.70 |
| Temperatura superficial | 288 K               | 5.58 |

L'IST ha estat dividit en dos components per mesurar els diferents aspectes de similitud física: L'IST Interior i l'IST Superficial. El radi mitjà i la densitat aparent comprenen l'IST Interior, mentre que la velocitat de fuita i la temperatura superficial, l'IST Superficial. L'IST Global se sol citar com una mesura global.

## Planetes amb un IST relativament alt

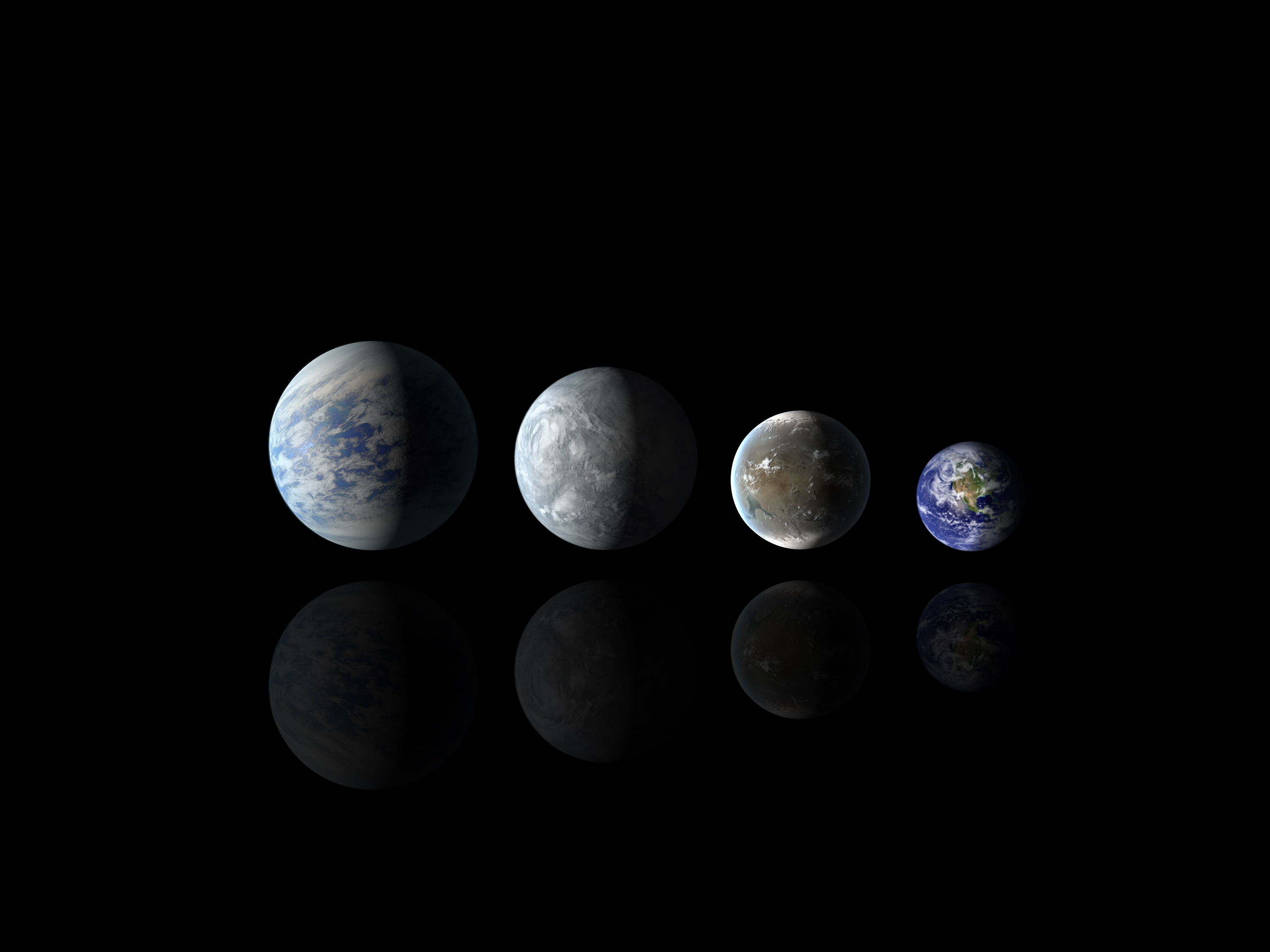
Comparació de les dimensions dels planetes Kepler-69c, Kepler-62e (0.82), Kepler-62f (0.69) i la Terra. Totes les representacions, excepte la terrestre, són concepcions artístiques.

Els planetes extrasolars dominen la llista d'objectes coneguts tipus-Terra. No obstant això, la classificació és incerta, ja que alguns dels mètodes de detecció emprats deixen importants dubtes sobre el valor d'alguns dels paràmetres emprats per al càlcul de l'IST. Així, el mètode de trànsit (un dels més reeixits), és particularment precís en el mesurament del radi, però amb freqüència la massa i la densitat són estimades. D'igual manera, el mètode de velocitat radial és molt precís en l'estimació de la massa de l'objecte, però poc útil per conèixer la seva ràdio. Els planetes que han pogut ser observats per diversos mètodes tenen un IST més ajustat a la realitat.
S'ha determinat que els següents planetes tenen un índex de similitud amb la Terra superior a Venus i Mart:
| Planeta       | IST Global | Estat           |
| ------------- | ---------- | --------------- |
| KOI-4878.01   | 0.98       | Sense confirmar |
| KOI-3456.02   | 0.93       | Sense confirmar |
| KOI-5737.01   | 0.90       | Sense confirmar |
| Kepler-438b   | 0.88       | Confirmat       |
| KOI-5806.01   | 0.88       | Sense confirmar |
| KOI-5499.01   | 0.86       | Sense confirmar |
| Kepler-296e   | 0.85       | Confirmat       |
| KOI-2194.03   | 0.85       | Sense confirmar |
| Gliese 667 Cc | 0.84       | Confirmat       |
| Kepler-442b   | 0.84       | Confirmat       |
| KOI-2626.01   | 0.84       | Sense confirmar |
| KOI-3010.01   | 0.84       | Sense confirmar |
| KOI-4742.01   | 0.84       | Sense confirmar |
| Kepler-452b   | 0.83       | Confirmat       |
| Kepler-62e    | 0.83       | Confirmat       |
| Gliese 581 g  | 0.99       | Confirmat       |

## IST d'objectes no planetaris

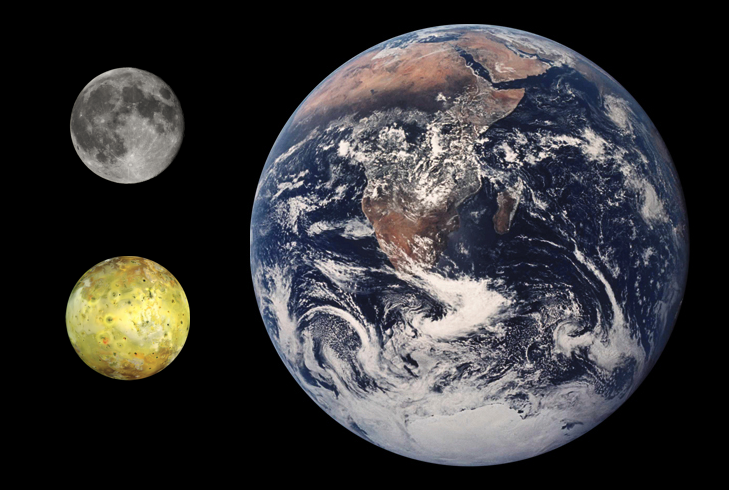
La Lluna, Io i la Terra a escala.

L'IST pot aplicar-se a objectes no planetaris, com satèl·lits naturals, planetes nans i asteroides, encara que les comparacions solen reflectir un menor IST Global a causa de la densitat inferior i a la seva temperatura, almenys en els del sistema solar.
A continuació, poden observar-se els IST corresponents a alguns d'aquests cossos:
| Objecte       | Classificació                  | IST Global |
| ------------- | ------------------------------ | ---------- |
| HD 222582 b m | Exosatèl·lit (sense confirmar) | 0.86       |
| Lluna         | Satèl·lit natural              | 0.56       |
| Io            | Satèl·lit natural              | 0.36       |
| Cal·listo     | Satèl·lit natural              | 0.34       |
| Ganímedes     | Satèl·lit natural              | 0.29       |
| Ceres         | Planeta nan, asteroide         | 0.27       |
| Europa        | Satèl·lit natural              | 0.64       |
| Vesta         | Asteroide                      | 0.256      |
| Tità          | Satèl·lit natural              | 0.24       |
| Pal·les       | Asteroide                      | 0.222      |
| Titània       | Satèl·lit natural              | 0.10       |
| Encèlad       | Satèl·lit natural              | 0.094      |
| Plutó         | Planeta nan                    | 0.075      |
| Tritó         | Satèl·lit natural              | 0.074      |

D'ells, només Tità compta amb una atmosfera significativa malgrat una menor grandària i densitat.